# King Records (Японія)
King Records Co., Ltd. (яп. キングレコード株式会社) — японський лейбл звукозапису, член IFPI. Лейбл спеціалізується на випуску J-pop, національної японської музики, саундтреків до аніме, а також на visual kei групах (спільно з Free-Will).

## Історія
Лейбл звукозапису заснований у січні 1931 року в Японії, як підрозділ медіакомпанії Kodansha, одного з найбільших видавців країни. В листопаді 1951 року з підрозділу Kodansha вона стала окремою компанією, отримавши назву King Record Co., Ltd. На лейблі виходила музика різних жанрів, таких як попмузика, рок та джаз. 
Наприкінці 1990-х років було збудовано дві власні студії звукозапису: Sekiguchidai Studio (1997) та Edogawabashi Studio (1998). Найбільшими зірками лейблу 1990-х років були гурт Two-Mix, співачки Юкі Утіда та Міхо Накаяма. Також на King Records виходили саундтреки до телевізійного аніме-серіалу «Єванґеліон».
Станом на 2024 рік офіси компанії знаходяться в Токіо та Осаці, а загалом в ній працює понад 300 співробітників.

## Виконавці
- AKB48
  - Томомі Ітано
  - Ацуко Маеда
- Matenrou Opera
- Momoiro Clover Z
- NoGoD
- The Peanuts
- Нана Мідзукі
- Юкарі Тамура
- Кана Вемура